# Apache Lucene
Az Apache Lucene egy szabad/nyílt forráskódú információ lekérő szoftver könyvtár, amelyet eredetileg Doug Cutting készített java nyelven. Támogatást az Apache Software Foundation nyújt hozzá Apache Licenc alatt.
Lucene-t más programozási nyelvekre is portolták, többek közt a következőkre: Delphi, Perl, C#, C++, Python, Ruby és PHP.

## Története
A Lucene-t eredetileg Doug Cutting írta 1999-ben, és a SourceForge webhelyéről volt letölthető. Később csatlakozott az Apache Software Foundation nyílt forráskódú Jakarta termékcsaládjához 2001 szeptemberében és 2005 februárjában vált az Apache felső szintű projektévé. Egészen mostanáig számos alprojektje jött létre: Lucene Java, Droids, Lucene.Net, Lucy, Mahout, Solr, Nutch, Open Relevance Project, PyLucene és Tika. A Solr-t összefésülték magával a Lucene projekttel, továbbá a Mahoutot, a Nutchot és a Tikát kiemelték független felső szintű projektekbe.

## Funkciók és általános felhasználás
Habár illeszthető bármely alkalmazáshoz - mely teljes szöveg indexelési és keresési képességeket igényel -, Lucene széles körben ismert az Internetes- és lokális keresőmotorok, valamint webhely keresések implementációit segítő eszközeiről.
A Lucene logikai architektúrájának magját az az elgondolás alkotja, hogy egy dokumentum kizárólag szövegmezőkből áll. Ez a rugalmasság biztosítja, hogy a Lucene API független legyen a fájlformátumtól. A szöveg jöhet a PDFekből, HTMLből, Microsoft Word-, és OpenDocument dokumentumokból, és még sok másból is (kivéve a képek). Mindezek indexelhetők mindaddig, amíg a szöveges információ kinyerhető az adott formátumból.

## Lucene alapú projektek
A Lucene maga csak egy indexelő és kereső könyvtár és nem tartalmaz crawling és HTML elemzési funkcionalitást. Számos projekt létezik, amely kiterjeszti a Lucene képességeit:
- Apache Nutch - biztosít web crawling-ot és HTML elemzést
- Apache Solr – egy vállalati kereső szerver
- ElasticSearch – egy vállalati kereső szerver
- Compass – egy Java keresőmotor keretrendszer

## Felhasználók
Azon cégek listáját, melyek használják a Lucene-t, lásd a Lucene 'Power By' oldalát. Többek közt a Twitter is használja a Lucene-t a valós idejű keresésekhez.

## Külső hivatkozások
- List of Lucene Ports (or Implementations) in Other Languages on the Apache wiki
- Introductory article with Java code for search (This page is on Internet Archive) on Wikipedia data
- Lucene FAQ
- Luke (Lucene Index Toolbox)
- LuSql High performance JDBC-to-Lucene index builder
- ElasticSearch – A Distributed, Highly Available, RESTful Search Engine

## Fordítás
Ez a szócikk részben vagy egészben  a   Lucene című angol Wikipédia-szócikk ezen változatának fordításán alapul.  Az eredeti cikk szerkesztőit annak laptörténete sorolja fel. Ez a jelzés csupán a megfogalmazás eredetét és a szerzői jogokat jelzi, nem szolgál a cikkben szereplő információk forrásmegjelöléseként.